# Simeon Radew
Simeon Radew bułg. Симеон Трайчев Радев (ur. 19 stycznia 1879 w Resenie, zm. 15 lutego 1967 w Sofii) – bułgarski dyplomata, pisarz i dziennikarz.

## Życiorys
Ukończył liceum francuskie w Stambule, a następnie podjął studia prawnicze w Genewie. Od 1895 był związany z WMRO, będąc jednym z redaktorów pisma La Mouvement Macedonien. Wśród kolejnych pism, dla których pisał była "Weczerna poszta", "Hudożnik" i "Wolja". Był konsekwentnym krytykiem polityki Bułgarii w kwestii macedońskiej. Akcenty krytyczne znalazły się także w jego najbardziej znanym dziele - Budowniczowie współczesnej Bułgarii, wydanym w roku 1911, w którym przedstawiał elitę polityczną niepodległego państwa bułgarskiego w latach 1878-1887.
Brał udział w wojnach bałkańskich, a następnie rozpoczął karierę dyplomatyczną. W 1918 wchodził w skład delegacji podpisującej rozejm salonicki. Reprezentował państwo bułgarskie w Bukareszcie, Hadze, Stambule, Waszyngtonie, Londynie i Brukseli. W 1940 powrócił do kraju z placówki w Brukseli i do 1944 pracował w ministerstwie spraw zagranicznych. Po dojściu komunistów do władzy został pozbawiony pracy. Do końca życia pisał prace historyczne i pamiętniki. Większość jego prac pozostaje w rękopisie.

## Dzieła
- "Строителите на съвременна България. Том 1"
- "Строителите на съвременна България. Том 2"
- La Macedoine et la renaissance bulgare au XIXe siecle (Macedonia a renesans bułgarski w XIX w., 1918)
- La question bulgare et les etats balkaniques (1919, współautor)
- Погледи върху литературата, изкуството и лични спомени (1965)